# 巴奇·范布雷德·考尔夫
威廉·亨德里克·“巴奇”·范布雷德·考尔夫（英語：Willem Hendrik "Butch" van Breda Kolff，1922年10月28日—2007年8月22日），美国职业篮球运动员和教练，生于新泽西州的格兰里奇。

## 职业生涯
巴奇·范布雷德·考尔夫是纽约大学的篮球队成员，之后在NBA联盟的纽约尼克斯效力了四个赛季(1946-50)。1967年他成为了洛杉矶湖人队的主教练，带领球队在1968年和1969年两度杀入NBA总决赛，但都输给了波士顿凯尔特人队。范布雷德·考尔夫还先后执教过底特律活塞,菲尼克斯太阳和新奥尔良黄蜂，执教的总战绩为266胜-253负。
除NBA以外，考尔夫还在1950-1960年代和1980-1990年代两次执教学校男子篮球队拉斐特学院和赫福斯特拉大学，这一期间球迷都昵称其为“VBK”和“Bill”，在1960年代他则执教过普林斯顿大学。在1964-65赛季执教普林斯顿大学时期，在校队球星比尔·布莱德利的领衔下球队打入了NCAA四强，最终夺得了该届的第三名。
范布雷德·考尔夫在1951年-1994年间总共执教了超过1,300场次的学院和高中篮球队，曾在一个赛季执教过13支不同的球队。自1986年开始考尔夫健康状况出现开始不佳，出现了心律不齐等问题，2007年,8月22日长期病患的考尔夫在华盛顿州的斯波坎逝世，享年84岁。